# 特拉法加 (印第安納州)
特拉法加（英語：Trafalgar）是一個位於美國印地安納州約翰遜縣的城鎮。

## 人口
根據2010年美國人口普查的數據，特拉法加的面積為6.63平方千米，當中陸地面積為6.63平方千米，而水域面積為0.00平方千米。當地共有人口1101人，而人口密度為每平方千米166人。